# Medusagyne
Famille
Genre
Classification APG II (2003)
Classification APG III (2009)
Sous-famille

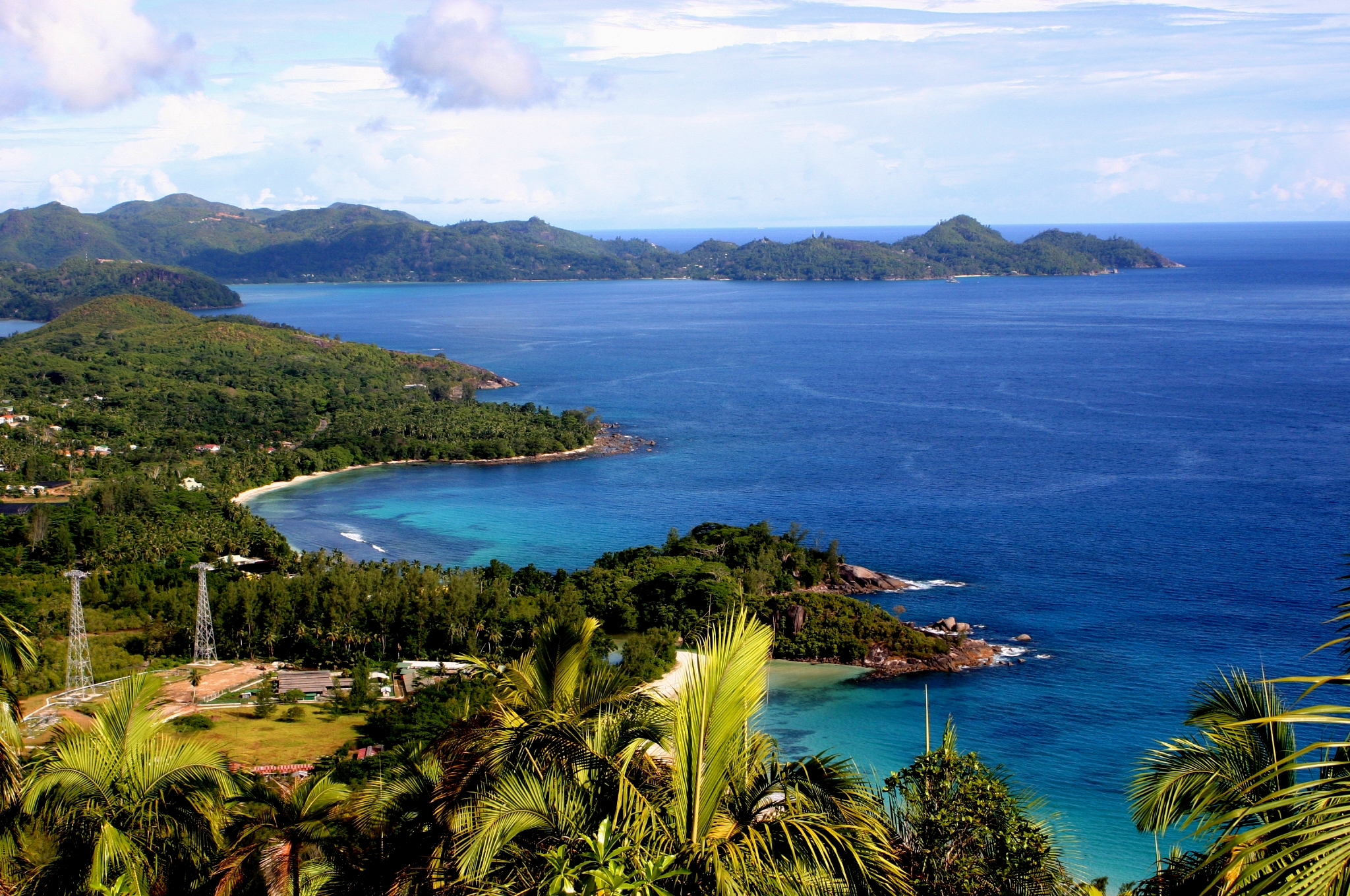
Biotope de Medusagyne oppositifolia (aux Seychelles).

Medusagyne est un genre de plantes à fleurs dicotylédones de la famille des Ochnaceae (anciennement de la famille monogénérique des Médusagynacées). C'est un genre qui ne comprend qu'une espèce, Medusagyne oppositifolia.
Ce sont des arbustes assez rares, endémiques des Seychelles.

## Étymologie
Le nom vient de l'unique genre de cette famille Medusagyne composé du grec Μέδουσα / Médousa, Méduse, la plus célèbre des trois gorgones de la mythologie grecque  qui a donné son nom à la Méduse (animal) et de -gyne, femelle, pistil, en référence à la forme du fruit qui, à maturité, fait penser à une méduse.

## Classification
La classification phylogénétique situe cette famille dans l'ordre des Malpighiales, (proche et parfois incluse dans les Ochnaceae).
En classification phylogénétique APG III (2009), cette famille est invalide et ses genres sont incorporés dans la famille Ochnaceae.

## Publications originales
- Baker, Fl. Mauritius: 16(–17). 1877.
- Reveal, Phytoneuron 2012-33: 2. 2012.